# 南部臺灣誌
《南部臺灣誌》是臺灣日治時期所出版的地方史書，其書寫的範圍相當於清末的臺南府，日治初期的臺南縣。
該書在明治卅四年（1901年）已有稿本，但因故未出版，直到昭和九年（1934年）臺南州共榮會將此書原稿重新編輯後出版。2012年出版了由卞鳳奎所翻譯的中文版，名為《新編南部臺灣誌》。

## 成書經過
《南部臺灣誌》的前身可追溯到日治初期的《臺南縣誌》，該書是由當時的縣知事磯貝靜藏所倡修。《南部臺灣誌》在某方面來說是《臺南縣誌》的續稿，但是因為明治卅四年（1901年）行政區劃改制，臺南縣被拆分成六個廳，《南部臺灣誌》的出版計畫因而停擺，只留下了原稿。
昭和五年（1929年）10月因為在臺南舉辦的「臺灣文化三百年紀念會」，使得展出之《臺南縣誌》刊本、《南部臺灣誌》稿本與未成稿的相關資料受到重視，進而有將之整合起來編纂出完整的《南部臺灣誌》的提議。而該次編纂除了將行文文體修改成當時的時代，也對目錄重新進行了調整。